# Еріх Євінскі
Еріх Євінскі (нім. Erich Jewinski; 10 березня 1920, Кіль — 21 квітня 1945, Кіль) — німецький офіцер-підводник, оберлейтенант-цур-зее крігсмаріне.

## Біографія
1 жовтня 1938 року вступив на флот. З жовтня 1940 року служив на лінкорі «Шарнгорст». В січні-квітні 1941 року пройшов курс підводника, в квітні-червні — практику в 2-й навчальній дивізії підводних човнів, після чого був переданий в розпорядження 22-ї флотилії. З 30 жовтня 1941 року — 1-й вахтовий офіцер на підводному човні U-594. В березні 1943 року пройшов курс радіовимірювальних приладів, в березні-квітні — курс командира човна. З 1 травня по жовтень 1943 року — командир U-46, з 5 жовтня 1943 по травень 1944 року — U-747, з липня по 21 грудня 1944 року — U-1192, з 21 лютого 1945 року — U-2539. Загинув під час бомбардування.

## Звання
- Кандидат в офіцери (1 жовтня 1938)
- Морський кадет (1 липня 1939)
- Фенріх-цур-зее (1 грудня 1939)
- Оберфенріх-цур-зее (1 серпня 1940)
- Лейтенант-цур-зее (1 квітня 1941)
- Оберлейтенант-цур-зее (1 січня 1943)